# Biatlo nos Jogos Paralímpicos de Inverno de 2014 - 7,5 km masculino
A disputa dos 7,5 km masculino do biatlo nos Jogos Paralímpicos de Inverno de 2014 foi disputada no Centro de Esqui Cross-Country e Biatlo Laura, na Clareira Vermelha, em 8 de março de 2014.

## Medalhistas
| Medalha | Atletas sentados    | Atletas em pé           | Deficientes visuais                              |
| ------- | ------------------- | ----------------------- | ------------------------------------------------ |
| Ouro    | RUS Roman Petushkov | RUS Vladislav Lekomtcev | UKR Vitaliy Lukyanenko / Borys Babar (guia)      |
| Prata   | UKR Maksym Yarovyi  | CAN Mark Arendz         | RUS Nikolay Polukhin / Andrey Tokarev (guia)     |
| Bronze  | JPN Kozo Kubo       | RUS Azat Karachurin     | BLR Vasili Shaptsiaboi / Mikhail Lebedzeu (guia) |

## Resultados

### Atletas sentados
| Pos.              | Bib | Atleta                    | Penalidades | Tempo real | Tempo calculado | Diferença |
| ----------------- | --- | ------------------------- | ----------- | ---------- | --------------- | --------- |
| Medalha de ouro   | 51  | RUS Roman Petushkov       | 0+0         | 21:03.7    | 21:03.7         | —         |
| Medalha de prata  | 55  | UKR Maksym Yarovyi        | 0+0         | 24:38.9    | 21:11.9         | +8.2      |
| Medalha de bronze | 52  | JPN Kozo Kubo             | 0+0         | 23:08.9    | 21:45.6         | +41.9     |
| 4                 | 56  | USA Andrew Soule          | 0+0         | 21:48.5    | 21:48.5         | +44.8     |
| 5                 | 54  | RUS Alexey Bychenok       | 1+0         | 21:58.2    | 21:58.2         | +54.5     |
| 6                 | 59  | BLR Dzmitry Loban         | 0+0         | 22:18.7    | 22:18.7         | +1:15.0   |
| 7                 | 58  | RUS Ivan Goncharov        | 0+0         | 23:17.3    | 22:35.4         | +1.31.7   |
| 8                 | 63  | NOR Trygve Steinar Larsen | 0+0         | 23:00.2    | 23:00.2         | +1:56.5   |
| 9                 | 61  | GER Martin Fleig          | 0+1         | 24:03.3    | 23:20.0         | +2:16.3   |
| 10                | 53  | RUS Irek Zaripov          | 1+3         | 23:35.8    | 23:35.8         | +2:32.1   |
| 11                | 64  | BLR Yauheni Lukyanenka    | 1+1         | 23:47.5    | 23:47.5         | +2:43.8   |
| 12                | 60  | UKR Mykhaylo Tkachenko    | 0+1         | 23:58.3    | 23:58.3         | +2:54.6   |
| 13                | 68  | POL Kamil Rosiek          | 0+1         | 24:00.7    | 24:00.7         | +2:57.0   |
| 14                | 57  | USA Daniel Cnossen        | 3+0         | 24:13.8    | 24:13.8         | +3:10.1   |
| 15                | 69  | SVK Vladimir Gajdiciar    | 0+0         | 24:17.8    | 24:17.8         | +3:14.1   |
| 16                | 62  | FRA Romain Rosique        | 0+0         | 26:01.9    | 24:28.2         | +3:24.5   |
| 17                | 67  | UKR Oleksandr Korniiko    | 1+0         | 24:37.3    | 24:37.3         | +3:33.6   |
| 18                | 66  | USA Jeremy Wagner         | 0+1         | 26:16.1    | 25:28.8         | +4:25.1   |
| 19                | 71  | USA Aaron Pike            | 2+2         | 26:46.6    | 25:58.4         | +4:54.7   |
| 20                | 70  | USA Travis Dodson         | 0+5         | 27:35.2    | 27:35.2         | +6:31.5   |
|                   | 65  | USA Sean Halsted          | DSQ         | DSQ        | DSQ             | DSQ       |

### Atletas em pé
| Pos.              | Bib | Atleta                   | Penalidades | Tempo real | Tempo calculado | Diferença |
| ----------------- | --- | ------------------------ | ----------- | ---------- | --------------- | --------- |
| Medalha de ouro   | 10  | RUS Vladislav Lekomtcev  | 0+1         | 20:01.8    | 19:13.7         | —         |
| Medalha de prata  | 2   | CAN Mark Arendz          | 1+0         | 20:02.5    | 19:14.4         | +0.7      |
| Medalha de bronze | 1   | RUS Azat Karachurin      | 0+1         | 21:52.4    | 19:14.9         | +1.2      |
| 4                 | 7   | RUS Kirill Mikhaylov     | 1+0         | 20:02.3    | 19:26.2         | +12.5     |
| 5                 | 6   | RUS Aleksandr Iaremchuk  | 1+0         | 20:15.8    | 19:27.2         | +13.5     |
| 6                 | 3   | NOR Nils-Erik Ulset      | 0+0         | 21:52.7    | 19:28.3         | +14.6     |
| 7                 | 9   | FRA Benjamin Daviet      | 0+1         | 21:14.5    | 19:32.5         | +18.8     |
| 8                 | 5   | UKR Grygorii Vovchynskyi | 0+1         | 20:14.8    | 19:38.4         | +24.7     |
| 9                 | 11  | RUS Ivan Kodlozerov      | 1+1         | 20:16.2    | 19:39.7         | +26.0     |
| 10                | 8   | RUS Aleksandr Pronkov    | 1+1         | 22:25.9    | 19:44.4         | +30.7     |
| 11                | 4   | UKR Ihor Reptyukh        | 1+0         | 20:49.8    | 20:12.3         | +58.6     |
| 12                | 16  | AUT Michael Kurz         | 1+0         | 22:50.3    | 20:33.3         | +1:19.6   |
| 13                | 12  | JPN Keiichi Sato         | 0+0         | 21:35.3    | 20:56.4         | +1:42.7   |
| 14                | 15  | BLR Siarhei Silchanka    | 1+2         | 22:01.4    | 21:21.8         | +2.08.1   |
| 15                | 14  | UKR Vitalii Sytnyk       | 0+1         | 22:21.6    | 21:27.9         | +2:14.2   |
| 16                | 13  | UKR Vladyslav Maystrenko | 2+2         | 23:51.8    | 23:08.8         | +3:55.1   |
| 17                | 18  | FIN Juha Harkonen        | 0+1         | 23:53.2    | 23:10.2         | +3:56.5   |
| 18                | 17  | USA Omar Bermejo         | 1+0         | 25:23.8    | 24:22.8         | +5:09.1   |
| 19                | 19  | POL Witold Skupien       | 3+4         | 28:26.4    | 25:01.6         | +5:47.9   |

### Deficientes visuais
| Pos.              | Bib | Atleta                                       | País               | Penalidades | Tempo real | Tempo calculado | Diferença |
| ----------------- | --- | -------------------------------------------- | ------------------ | ----------- | ---------- | --------------- | --------- |
| Medalha de ouro   | 34  | Vitaliy Lukyanenko Guia: Borys Babar         | UKR Ucrânia        | 0+0         | 20:18.8    | 20:18.8         | —         |
| Medalha de prata  | 31  | Nikolay Polukhin Guia: Andrey Tokarev        | RUS Rússia         | 1+0         | 20:54.9    | 20:29.8         | +11.0     |
| Medalha de bronze | 40  | Vasili Shaptsiaboi Guia: Mikhail Lebedzeu    | BLR Bielorrússia   | 1+0         | 21:32.4    | 21:06.6         | +47.8     |
| 4                 | 37  | Iurii Utkin Guia: Vitaliy Kazakov            | UKR Ucrânia        | 0+0         | 21:14.6    | 21:14.6         | +55.8     |
| 5                 | 32  | Stanislav Chokhlaev Guia: Maksim Pirogov     | RUS Rússia         | 1+0         | 24:31.4    | 21:20.1         | +1:01.3   |
| 6                 | 35  | Anatolii Kovalevskyi Guia: Oleksandr Mukshyn | UKR Ucrânia        | 0+0         | 21:47.7    | 21:21.5         | +1:02.7   |
| 7                 | 39  | Wilhelm Brem Guia: Florian Grimm             | GER Alemanha       | 0+1         | 25:31.4    | 22:12.3         | +1:53.5   |
| 8                 | 33  | Zebastian Modin Guia: Albin Ackerot          | SWE Suécia         | 0+2         | 25:38.0    | 22:18.1         | +1:59.3   |
| 9                 | 43  | Alexsander Artemov Guia: Ilya Cherepanov     | RUS Rússia         | 0+0         | 25:54.7    | 22:32.6         | +2:13.8   |
| 10                | 38  | Oleg Ponomarev Guia: Andrei Romanov          | RUS Rússia         | 0+2         | 22:37.1    | 22:37.1         | +2:18.3   |
| 11                | 41  | Iaroslav Reshetynskiy Guia: Dmytro Khurtyk   | UKR Ucrânia        | 0+1         | 22:55.2    | 22:55.2         | +2:36.4   |
| 12                | 36  | Vladimir Udaltcov Guia: Ruslan Bogachev      | RUS Rússia         | 0+2         | 23:26.6    | 23:26.6         | +3:07.8   |
| 13                | 44  | Dmytro Shulga Guia: Artur Gergardt           | UKR Ucrânia        | 1+1         | 24:48.4    | 24:18.6         | +3:59.8   |
| 14                | 47  | Jacob Adicoff Guia: Reid Pletcher            | USA Estados Unidos | 5+2         | 25:35.6    | 25:35.6         | +5:16.8   |
| 15                | 45  | Thomas Clarion Guia: Julien Bourla           | FRA França         | 2+5         | 30:04.3    | 26:09.7         | +5:50.9   |
| 16                | 46  | Kevin Burton Guia: Gregory Rawlings          | USA Estados Unidos | 2+2         | 27:01.1    | 26:28.7         | +6:09.9   |
| 17                | 48  | Kairat Kanafin Guia: Dmitriy Kolomeyets      | KAZ Cazaquistão    | 4+2         | 29:52.1    | 29:16.3         | +8:57.5   |
|                   | 42  | Brian McKeever Guia: Erik Carleton           | CAN Canadá         | DNS         | DNS        | DNS             | DNS       |

Legenda
| Recorde mundial      | Recorde mundial (World record)               |                       | Recorde africano                      | Recorde africano (African) |                                           | Q | Classificado por posição (Qualified) |
| Recorde olímpico     | Recorde olímpico (Olympic record)            | Recorde da América    | Recorde da América (Americas)         | q                          | Classificado por melhor tempo (Qualified) |   |                                      |
| Melhor marca do ano  | Melhor marca do ano (World leading)          | Recorde asiático      | Recorde asiático (Asian)              | DNS                        | Não largou (Did not start)                |   |                                      |
| Recorde nacional     | Recorde nacional (National record)           | Recorde europeu       | Recorde europeu (European)            | DNF                        | Não terminou (Did not finish)             |   |                                      |
| Recorde pessoal      | Recorde pessoal do atleta (Personal best)    | Recorde da Oceania    | Recorde da Oceania (Oceania)          | DSQ / DQ                   | Desclassificado (Disqualified)            |   |                                      |
| Recorde da temporada | Recorde da temporada do atleta (Season best) | Recorde sul-americano | Recorde sul-americano (South America) | NM                         | Sem marca (No mark)                       |   |                                      |